# کیخسرو کارتلی
کیخسرو کارتلی (گرجی: ქაიხოსრო) (زاده ۱ ژانویه ۱۶۷۴ – درگذشته ۲۷ سپتامبر ۱۷۱۱)، از خاندان باگراتیونی‌ها، پادشاه اسمی (والی منصوب از سوی ایران) ایالت کارتلی در شرق گرجستان از سال ۱۷۰۹ تا ۱۷۱۱ بود. او در تمام این دوره در غیاب حکومت می‌کرد، چرا که به‌عنوان فرمانده کل ارتش ایران در منطقه‌ای که اکنون افغانستان است، خدمت می‌نمود.

## زندگی‌نامه
کیخسرو پسر شاهزاده لوان (با نام ایرانی شاه قلی سلطان) بود و در دوران خدمت پدرش در امپراتوری صفوی، او را همراهی می‌کرد. از سال ۱۷۰۳، خودِ کیخسرو نیز در مناصب عالی در نظام اداری ایران خدمت می‌کرد، از جمله به‌عنوان داروغه (فرماندار) شهر اصفهان و نائب دیوان‌بیگی (معاون رئیس عدالتخانه). پس از مرگ عمویش، گرگین‌خان (جورج یازدهم)، در سال ۱۷۰۹، کیخسرو به‌عنوان والی/پادشاه کارتلی و سپهسالار ارتش ایران در منطقه‌ای که اکنون افغانستان نام دارد منصوب شد و حکومت تبریز و بردع نیز به او واگذار گردید. او تمام این مدت را در میدان نبرد گذراند و اداره‌ی کارتلی بر عهده‌ی برادرش، واختانگ (با نام ایرانی حسین‌قلی خان)، بود.
در نوامبر ۱۷۰۹، کیخسرو فرماندهی ارتش جدید ایران-گرجستان را، که از نیروهایی از خراسان، هرات و کرمان نیز پشتیبانی می‌شد، برعهده گرفت تا علیه افغان‌ها اقدام کند؛ این پس از آن بود که گرگین‌خان توسط میرویس خان هوتک، سردار شورشی قبیله غلجی، ترور شده بود. تلاش‌های کیخسرو برای تصرف قندهار بی‌نتیجه ماند. آتش‌بس شکننده‌ای برقرار شد، اما در تابستان ۱۷۱۱ نبردها از سر گرفته شد. کیخسرو  شورشیان را وادار کرد تا به درون دیوارهای شهر قندهار عقب‌نشینی کنند و شهر را تحت محاصره قرار داد. با این حال، موقعیت محاصره‌کنندگان به‌واسطه‌ی حملات بلوچ‌ها به‌شدت متزلزل شد. در جریان این نبردها شاهزاده گرجی، الکساندر، کشته شد. در تاریخ ۲۶ اکتبر ۱۷۱۱، کیخسرو دستور عقب‌نشینی از قندهار را صادر کرد. افغان‌ها به ارتش در حال عقب‌نشینی حمله کردند و پیروزی قاطعی به‌دست آوردند؛ کیخسرو در حین سقوط از اسب کشته شد و کل ارتش ۳۰هزار نفری‌اش نابود گردید (تنها حدود ۷۰۰ نفر جان سالم به در بردند).

## خانواده
کیخسرو با کتوان، دختر مردی به نام گیورگی، ازدواج کرده بود. نام خانوادگی او مشخص نیست. در دههٔ ۱۷۲۰، کتوان همراه با خانواده سلطنتی کارتلی به امپراتوری روسیه پناه برد، جایی که به نام تزاریتسا اکاترینا گیورگی‌یونا (روسی: Екатерина Гиоргиевна) شناخته می‌شد. او در ۳ مه ۱۷۳۰ در مسکو درگذشت و در کلیسای یونانی سنت نیکلاس در کیتای‌گورود به خاک سپرده شد.
کیخسرو چهار فرزند داشت: سه نفر—دیوید، آنا و خورشان—از کتوان، و یک نفر—شاهنواز‌خان—از کنیز خود.
شاهزاده دیوید (۱۷۱۰–۱۷۳۸) با زنی به نام مریم ازدواج کرد، در روسیه زندگی می‌کرد و در مسکو درگذشت؛ او در صومعهٔ دونسکوی دفن شد.
شاهزاده آنا (درگذشت ۱۷۸۶).
شاهزاده خورشان (درگذشت ۱۷۳۲) ابتدا در سال ۱۷۱۰ به همسری شاه سلطان حسین صفوی درآمد، و پس از مرگ شاه در سال ۱۷۲۷، با خان ایروان ازدواج کرد.
شاهزاده شاهنواز (شناخته‌شده با نام شانائوز‌خان؛ فعال در حدود سال ۱۷۴۲).